# 趙穎慧
赵颖慧（1981年10月20日—），河北石家庄人，中华人民共和国射击队队员。

## 生涯
出生於軍人家庭的趙穎慧在1994年時開始展開射擊運動生涯，當年她在石家莊體育學校進行射擊訓練，教練為趙宏。兩年後，她入選河北射擊隊，李秀芳為她的教練。相隔一年，即1997年，她晉升至國家隊，教練孫盛偉。
同年，16歲的趙在八運會中奪得女子個人10米氣步槍小項的金牌。翌年，她先後於德國慕尼黑站世界盃中得到女子個人10米氣步槍小項的亞軍，並於南韓漢城總決賽中以平世界紀錄的399環成為了女子個人10米氣步槍小項的冠軍得主。隨後舉行的世界錦標賽，她女子團體10米氣步槍小項的第二。12月時進行的曼谷亞運，她分別於女子團體10米氣步槍小項及女子個人10米氣步槍小項為中國摘下兩面銅牌。
1999年，趙穎慧獲得城運會的女子個人10米氣步槍小項金牌，並在意大利米蘭站世界杯中奪得女子個人10米氣步槍小項的錦標，在國內的全國射擊系統賽其中一站，她以破世界紀錄的400環贏得女子個人10米氣步槍小項的第一。千禧年，她在澳洲悉尼站世界杯奪冠。之後的悉尼奧運，自稱壓力過大的趙穎慧在女子個人10米氣步槍小項初賽失準，最終排名第14，未能晉身決賽。
2001年，赵颖慧在九運會中成功蟬聯金牌。2002年，她在奧運後首次參與國際賽事—德國慕尼黑世界杯總決賽，她在女子個人10米氣步槍小項得第四，並於釜山亞運中的女子個人10米氣步槍小項及女子團體10米氣步槍小項的金牌，當中的團體，她與杜麗、高靜在團體中與隊友以1194環的新世界紀錄奪金。
2003年，她受傷患無法參與射擊運動逾半年，6月克羅地亞的世界杯，她以504.9環奪得金牌。次年的雅典奧運，她以500.8環最終在女子個人10米氣步槍小項名列第4。2005年，趙在南韓站世界杯贏得金牌。隨後一年，成為清華大學學生的她於廣州站世界杯以503.5環為中國隊掄下第一面金牌。同年年尾的多哈亞運，趙穎慧與杜麗、武柳希以1192環奪得女子團體10米氣步槍小項金牌。同日的女子個人10米氣步槍小項中，趙以501環取得銀牌。
2007年的澳洲悉尼站世界杯中，趙穎慧在女子個人10米氣步槍小項以0.2環的差擊敗與她同分的哈薩克運動員，取得亞軍。半個月後，她於泰國曼谷站以502.6環奪得女子個人10米氣步槍小項金牌。

## 資料來源
1. ↑  趙穎慧輕鬆面對奪奧運首金任務：你看我在笑 的存檔，存档日期2005-03-20.
2. ↑  亞洲雄風再起——從釜山亞運看亞洲體育走向 的存檔，存档日期2006-02-15.
3. ↑  . 北方网. 北方网.   [2021-08-01]. （原始内容存档于2021-08-01）.
4. ↑  . 新浪网.   [2021-08-01]. （原始内容存档于2021-08-01）.
5. ↑  . 光明网. 光明网.   [2021-08-01]. （原始内容存档于2021-08-01）.